# Mohammad Reza Djalili
 (février 2016).
Si vous disposez d'ouvrages ou d'articles de référence ou si vous connaissez des sites web de qualité traitant du thème abordé ici, merci de compléter l'article en donnant les références utiles à sa vérifiabilité et en les liant à la section « Notes et références ».
Mohammad-Reza Djalili, né à Téhéran le 22 septembre 1940, de nationalité suisse et iranienne, est un docteur en science politique et diplomatique de l'université libre de Bruxelles, professeur émérite à l'Institut de hautes études internationales et du développement à Genève.

## Biographie
Professeur à la Faculté de droit et des sciences politiques de l'université de Téhéran dans les années 1970, il quitte l'Iran en 1978, peu avant la révolution islamique. Il enseigne ensuite dans les années 1980 à l'université Paris II. Il a ensuite enseigné à Genève, à l'Institut Universitaire de Hautes Études Internationales et à l'Institut Universitaire d'Études du Développement. Il prend sa retraite en 2010.

## Publications
- 2016 : L’Iran en 100 questions, (en collaboration avec Thierry Kellner), Édition Tallandier, Paris, 383p.
- 2013 : L’Iran, (en collaboration avec Thierry Kellner) collection 100 questions sur, Édition la Boétie, Paris, 292 p.
- 2012 : L’Iran et la Turquie face au « printemps arabe » (en collaboration avec Thierry Kellner), GRIP, Bruxelles, 130 p.
- 2012 : Les Relations internationales (en coll. avec Philippe Braillard), Puf, Paris, 126 p. (9e édition).
- 2011 : Iran’in son iki yüzyillik tarihi, (en collaboration avec Thierry Kellner), çeviren Dr. Resat Uzmen, Istanbul, Bilge Kültür Sanat, 182 p.
- 2010 : L'Iran de A à Z - Bruxelles : A. Versaille,. - 239 p. : ill. - (Les abécédaires du voyageur). - 955 HEIA 64595
- 2008 : Le Monde turco-iranien en question (sous direction M.R. Djalili, A Monsutti, A. Neubauer), Genève/Paris, Graduate Institute-Kathala.
- 2008 : Les Relations internationales, traduction en grec, Editions Lambrakis Press, Athènes, 2008.
- 2006 : Les Relations internationales (en coll. avec Philippe Braillard), Puf, Paris, 126 p. (8e édition, mise à jour)
- 2005 : Géopolitique de l'Iran,  Éditions Complexe, Bruxelles, 144 p.
- 2004 : New Foreign Policies for New States : Transcaucasia and Central Asia in the International Arena, dans The OSCE and the Multiples Challenges of Transition, Ed. by Sabahi, Farian  and Warner, Daniel, Londres, Ashgate, 2004, p. 13-36.
- 2003 : Géopolitique de la nouvelle Asie centrale. De la fin de l'URSS à l'après-11 septembre (en coll. avec Thierry Kellner), PUF, Paris, 585 p. (traduit en espagnol/, La nueva Asia Central : Realidades y desafíos/, Biblioteca del Islam Contemporaneo, n°21, Barcelona, Edicions Bellaterra, 2003, 660 p.)
- 2001 : Iran : L'Illusion réformiste, Presses de sciences po, Paris, 126 p.